# Rieutort (Puyvalador)
Pour les articles homonymes, voir Rieutort.
Rieutort est un hameau de la commune de Puyvalador, dans la région naturelle du Capcir, dans le département des Pyrénées-Orientales.
Il est situé l'ouest de Puyvalador, au centre de la vallée du Rec du Cirerol, anciennement appelé Riu Tort.
L'église Saint-Martin de Riutort, anciennement paroisse de Puyvalador, est maintenant annexe de celle de Saint-Jean-Baptiste.
C'est un petit hameau, regroupé autour de l'église paroissiale à côté du cimetière.
Le hameau, pas beaucoup plus petit que son chef-lieu communal, a une annexe de la mairie, la principale étant à Puyvalador.

## Toponymie

### Formes anciennes
Le lieu est mentionné la première fois vers l'an 908 à travers son église, S. Martinus de Riutorto. On rencontre ensuite de Rivotorto en 1019, Riu Torto en 1087, Riutort en 1270, 1308, 1359 et 1395, villare de Rivo torto en 1312, puis encore Riutort en 1628 et 1632. La graphie occitane Rieutort est ensuite utilisée, notamment par similarité avec une rivière Rieutort à Saint-Paul-de-Fenouillet, non loin de là. On peut considérer que la graphie catalane authentique reste Riutort.

### Étymologie
Le latin rivus, désignant un ruisseau a donné le catalan riu. Joint à tortus qui signifie tordu, le nom désigne une rivière au cours très tortueux ou sinueux.